# District de Franklin (Canada)
Pour les articles homonymes, voir District de Franklin (homonymie).

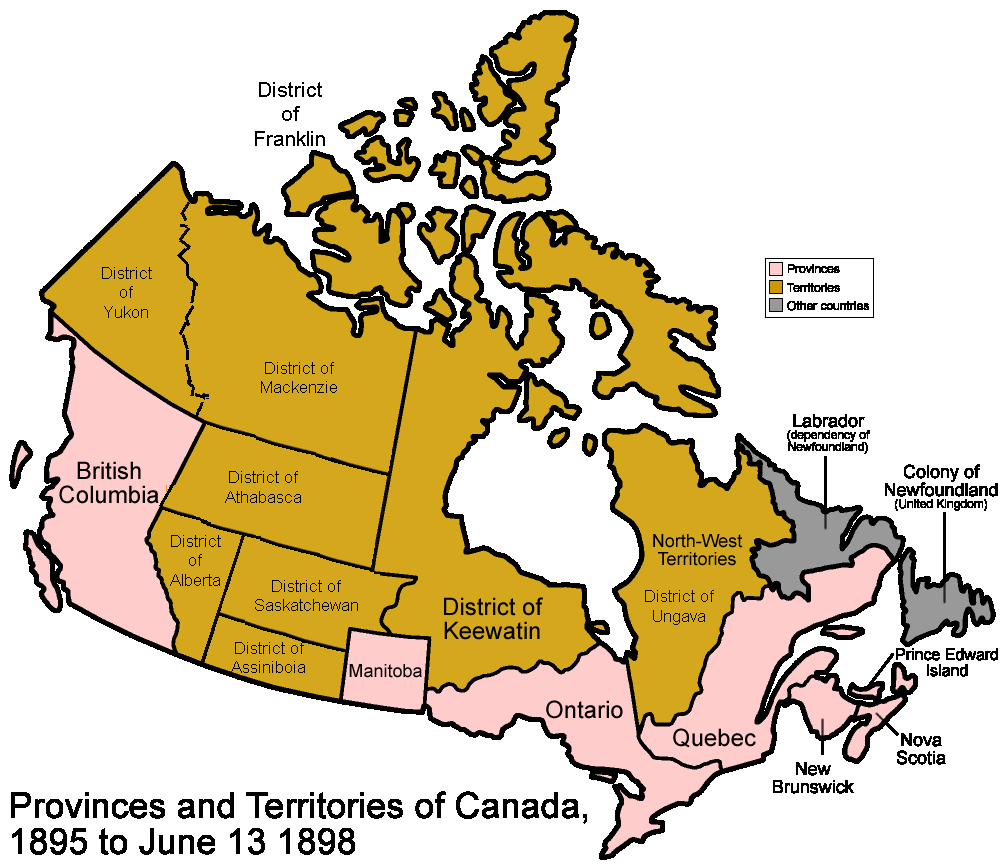
Carte montrant les provinces et territoires du Canada de 1895 à juin 1898, dont le district de Franklin.

Le district de Franklin était l'une des trois anciennes divisions administratives des Territoires du Nord-Ouest canadiens avant la création du Nunavut en 1999, les deux autres étant les districts de Mackenzie et de Keewatin. Ce district comprenait entre autres les îles arctiques canadiennes, principalement  l'île Ellesmere, l'île de Baffin et l'île Victoria, ainsi qu'une partie continentale avec la péninsule Melville et la péninsule Boothia.
Les premiers visiteurs européens de la région furent les navigateurs britanniques Martin Frobisher et Henry Hudson. Elle fut transférée de l'autorité coloniale britannique au dominion du Canada en 1894, mais les îles les plus au nord ont été réclamées par la Norvège jusqu'en 1930.
Lors de la création du territoire de Nunavut, la zone orientale de l'ancien district de Franklin fut divisée entre la partie restante des Territoires du Nord-Ouest et ce nouveau territoire. Dans ce processus, plusieurs îles se retrouvèrent divisées, comme l'île Victoria, qui fut partagée environ de ses deux tiers au bénéfice du Nunavut.